# Guido Stazi
Guido Stazi (Roma, 1957) è un economista e funzionario italiano.

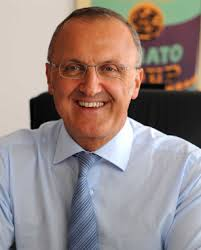

È esperto di antitrust, regolazione delle comunicazioni elettroniche, piattaforme digitali e big data, regolazione finanziaria, amministrazione di organismi complessi. Ha ricoperto incarichi al vertice di diverse Autorità indipendenti italiane; è stato Capo di Gabinetto dell'Autorità per le Garanzie nelle Comunicazioni (AGCOM), Segretario Generale della Commissione Nazionale per le Società e la Borsa (CONSOB) e responsabile del Comitato per le Valutazioni Economiche dell'Autorità Garante della Concorrenza e del Mercato (Antitrust).
Dal 9 marzo 2022 è Segretario Generale dell'Autorità Garante della Concorrenza e del Mercato.

## Biografia
Laureato in legge, con tesi in politica economica con il prof. Franco Romani presso la facoltà di giurisprudenza dell'Università di Roma "La Sapienza", dal 1984 al 1990 è stato suo assistente universitario alla Sapienza e presso la cattedra di scienza delle finanze e diritto finanziario della facoltà di giurisprudenza dell'Università LUISS Guido Carli di Roma. Negli stessi anni, è stato anche responsabile degli studi e delle ricerche della Fondazione Luigi Einaudi per Studi di Politica ed Economia di Roma.
Con il prof. Franco Romani, Presidente della Commissione di studio dei problemi della concorrenza in Italia istituita nel 1987 dall'allora Ministro dell'industria Valerio Zanone, dalla quale è scaturita la legge antitrust italiana del 10 ottobre 1990, n. 287, lasciò nel 1991 l'Università per contribuire alla fondazione della neo istituita Autorità Garante della Concorrenza e del Mercato, nella quale ha prestato servizio come funzionario dal 1991 e come dirigente e direttore dal 1997 al 2005.
È stato professore a contratto di economia e politica della concorrenza presso la facoltà di scienze economiche e bancarie dell'Università degli Studi di Siena negli anni accademici 1995-1996 e 1996-1997.
È stato capo di gabinetto dell'Autorità per le Garanzie nelle Comunicazioni (AGCOM) dal 2005 al 2012 e segretario generale della Commissione nazionale per le società e la Borsa (CONSOB) dal 2013 al 2017.
È autore di scritti in materia di antitrust, regolazione giuridica ed economica nei settori delle comunicazioni elettroniche e in quello finanziario, funzioni e ruolo delle Autorità indipendenti. È uno dei maggiori esperti dei temi della rivoluzione digitale, del potere di mercato delle grandi imprese statunitensi che ne sono protagoniste, dei suoi impatti industriali, sociali, politici e le sue connessioni con la teoria e la pratica antitrust e con i sistemi di regolazione.
È editorialista del quotidiano MF Milano Finanza, dove ha pubblicato interventi su questioni di attualità politica interna e internazionale e su grandi questioni economiche.

## Pubblicazioni
- Sovranità.com. Potere pubblico e privato ai tempi del cyberspazio, con S. Mannoni,  Editoriale Scientifica, Napoli, 2021.
- Is Competition a Click Away? Sfida al monopolio nell'era digitale, con S. Mannoni, Editoriale Scientifica, Napoli, 2018.